# HAARP (album)
HAARP (ook gespeld als H.A.A.R.P.) is een cd/dvd van de Britse rockband Muse. Het album kwam uit op 17 maart 2008. Er staan video- en audiofragmenten op van de twee concerten die de band in het nieuwe Wembley Stadion heeft gegeven op 16 en 17 juni 2007.
De cd en dvd werden geregisseerd door Muse en Thomas Kirk, met aanvullende hulp van onder andere Rich Costey. In aanloop naar de uitgave kreeg HAARP promotie via een microsite en officiële wegen, zoals YouTube en MySpace. In maart was de dvd tevens in enkele bioscopen verspreid over de wereld te zien. Na de uitgave noteerde HAARP een tweede plaats op de Engelse hitlijst, een derde op de Belgische hitlijst en een vierde plaats in de Nederlandse Album Top 100.

## Aanloop
Muse hield op 16 en 17 juni twee uitverkochte concerten in het net verbouwde Wembley Stadium. De band koos om de optredens te documenteren omdat ze het einde van een tijdperk (en het begin van een nieuwe) aangaven. Bellamy hierover: "Ik denk dat ze de langste optredens waren die we ooit gespeeld hebben. In de toekomst, in het nieuwe tijdperk, gaan we proberen om dingen op het podium anders te doen. Daarom zullen de Wembley-optredens een van onze favorieten blijven."
Een maand later kondigde de band aan dat er een dvd in de maak was over de Black Holes and Revelations-toer. Het zou naast de Wembley-optredens ook een registratie van het Parc des Princes-concert bevatten en eventueel ook van overige shows. De dvd moest voor de kerst van 2007 afgerond zijn. Nieuwe geruchten ontstonden toen online verkoopsite Play.com in september de cd plus dvd Live at Wembley 2007 op hun website plaatste, met 26 november als verkoopdatum. Meer informatie lekte in oktober uit, toen platenmaatschappij Warner in Frankrijk meer details onbedoeld vrijgaf. De uitgave zou de naam The Haarp Tour : Live From Wembley krijgen en in drie formaten verschijnen. De dvd zou daarnaast het optreden van 17 juni bijna volledig vertonen. Van Muse zelf was er echter geen officieel standpunt over de dvd tot december, toen bassist Chris Wolstenholme aangaf dat Warner de film graag voor kerst gereed wilde hebben. De band wilde echter niets haasten en besloot de uitgave tot in 2008 uit te stellen. Volgens Wolstenholme zou de dvd tevens een documentaire bevatten over de band zelf en de voorbereiding op de Wembley-optredens.

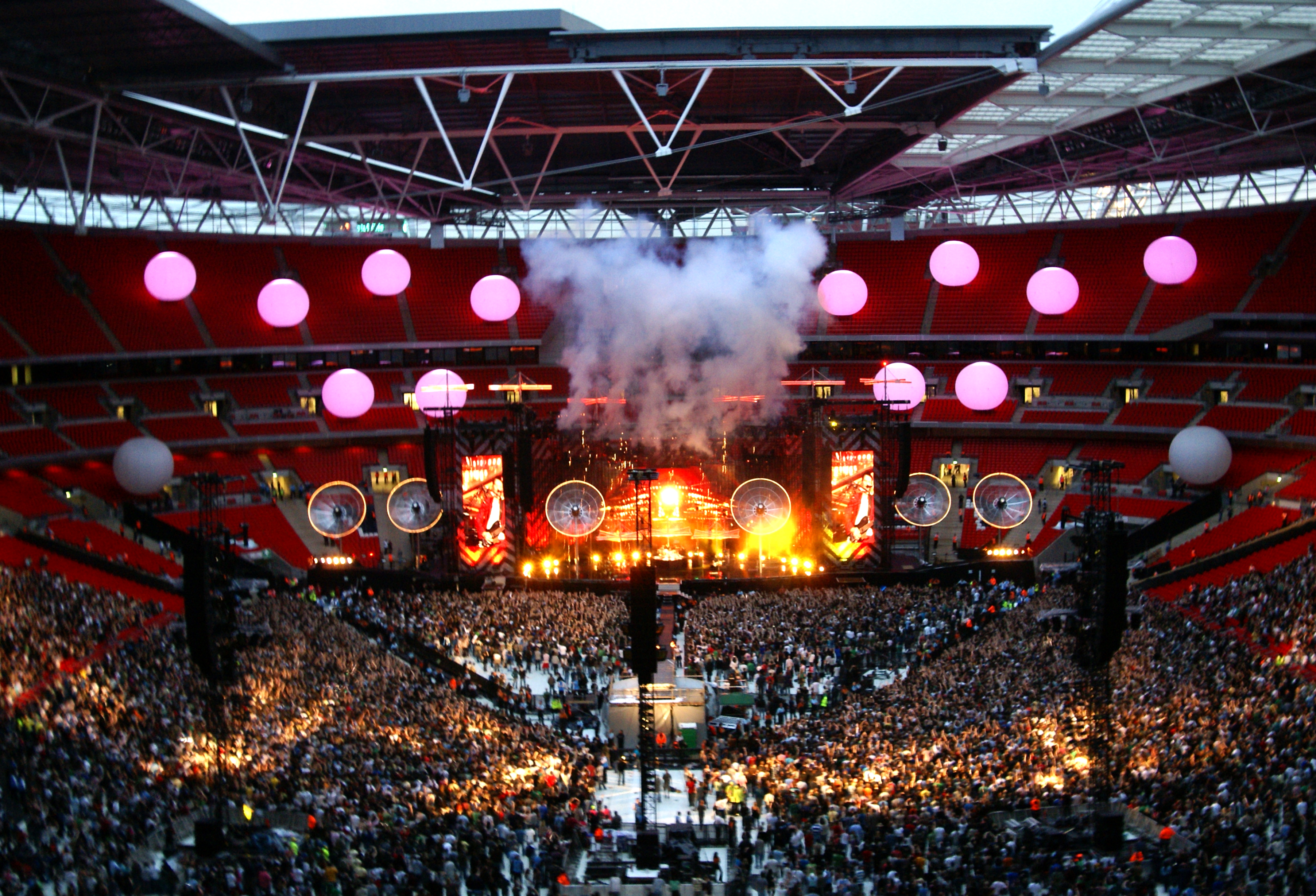
Het podium van Muse tijdens de Wembley-concerten in juni 2007.

Ondertussen werd op 1 februari de dvd door Muse officieel bevestigd: de datum voor de uitgave werd vastgesteld op 17 maart en het geheel bevatte een cd van het optreden van de 16e en een dvd van de 17e juni. Op 4 februari verstuurde Muse een persbericht met de details, waaronder de nummers die aanwezig zouden zijn op de dvd. Het geheel kreeg de naam HAARP: een verwijzing naar het High Frequency Active Auroral Research Program, een Amerikaans onderzoeksinstituut en een bron van complottheorieën. De antennes van het programma werden door Muse verwerkt in het decor van de Wembley-optredens. Zanger Matt Bellamy in 2006 over het onderwerp: "Dit HAARP-gebeuren, de regering zegt dat het voor communicatie met onderzeeërs en eigen ruimtevaart is, maar geleerden zeggen dat ze de ionosfeer proberen te tappen, waar veel gebeurt met het weer. Als je daar bezig bent kun je het weer manipuleren."

## Promotie en uitgave
Het eerste materiaal dat van de dvd te zien was werd een registratie van "Unintended", dat door Muse als kerstcadeau via de officiële website werd verspreid. In januari begon een nieuwe promotie: via de microsite www.he-3.mu (als referentie naar Muse' eigen platenlabel Helium 3) werd een klein stuk uit "Knights of Cydonia" vertoond. Op dezelfde wijze volgden nog vijf video's van verschillende nummers in aanloop naar de uitgave van de dvd: "Supermassive Black Hole", "Feeling Good", "New Born", "Blackout" en "Stockholm Syndrome". Verdere promotie kwam van BBC Radio 1, die "Feeling Good" op 19 februari in zijn geheel liet horen. Vier dagen later plaatste NME een video van hetzelfde nummer op hun website. Op 4 maart plaatste Muse zelf een volledige video van "Knights of Cydonia" op hun MySpace-website. Vijf dagen later volgde de video van "Time Is Running Out", die via YouTube werd verspreid. Voordat HAARP in de winkels lag, werd de dvd vertoond in enkele bioscopen. Vue, een bioscoopketen in het Verenigd Koninkrijk kreeg de gelegenheid om de film in High Definition met Dolby Surround sound te vertonen. Hetzelfde gebeurde eenmalig in Parijs, Sydney en verschillende Amerikaanse steden.
Op 1 maart lekte de cd van HAARP uit op illegale downloadsites. Alhoewel de officiële datum 17 maart was, lag de dvd in sommige winkels (waaronder in Nederland) al op de 14e in de rekken. De cd bevat een live-registratie van een gedeelte van het concert van 16 juni. De dvd bevat live-video's van een gedeelte van het concert van 17 juni, met daarnaast ook een documentaire over de voorbereiding van de optredens en een fotoalbum. Er bestaan twee edities: de standaardeditie, die in een jewelcase verscheen en een speciale editie, die in een kartonnen hoes werd uitgegeven. De speciale editie bevat daarnaast extra backstage-opnamen en drie postkaarten met daarop foto's van de bandleden. Als HAARP via de 'iTunes Exclusive Pre-Order' besteld werd, kreeg de klant er een versie van "City of Delusion" bij.
In de Verenigde Staten werd HAARP op 1 april uitgegeven. De 'HAARP Special Edition' kende wat problemen bij het versturen naar het land: eerst werd de dvd een week uitgesteld. De dvd's die mensen daarna ontvingen, bleken later niet regio-vrij te zijn. Deze mensen kregen daarop nieuwe, werkende dvd's opgestuurd. In april ging tevens een nieuwe micro-site online: www.haarp-muse.mu, met daarop onder andere een video van Micro Cuts (van het concert op 16 juni). Ook werden alle clips van de nummers gratis aangeboden in MP4, het standaardformaat voor de iPod.

## Ontvangst
HAARP kwam op de tweede plaats binnen in de UK Albums Chart. Diezelfde positie haalde het in Mexico, Nieuw-Zeeland en Noorwegen. In België wist het de derde plaats te behalen en in Nederland de vierde plek, die dat in de eerste week al bereikte.
Ultimate Guitar gaf de dvd een 9 uit 10: "Het is moeilijk om niet onder de indruk te zijn van de productie op de HAARP dvd. Zelfs zonder de pyrotechnieken en het enorme decor is Bellamy simpelweg een meester in alles wat hij doet. Piano spelen? Check. Spelen zoals Eddie Van Halen? Check. Hoger zingen dan de meeste meisjes die ik ken? Check. En wat nog indrukwekkender is, is dat de man sterke nummers schrijft met riffs die zich kunnen meten met de besten. Het is bijna onmogelijk om niet een fan van Muse te zijn (of tenminste hun muzikale kwaliteiten te erkennen) tegen het einde van HAARP." Ook Allmusic was positief over de dvd: "Of je [Muse] nou ziet als dynamische rock & roll-leiders of een opgeblazen Radiohead-kopie, het is moeilijk om Muse' kracht als een live-band te bestrijden. H.A.A.R.P. laat zien hoe de band hun repertoire voor een uitverkocht Wembley Stadium laat zien, met een setlist die zwaar leunt op Black Holes and Revelations uit 2006 maar ook nummers uit de vorige albums haalt. De bijgeleverde dvd geeft een flitsend gezicht aan de muziek en het verfrissende gebrek aan bliksemsnelle cameramontage geeft het een voorsprong ten faveure de vorige poging Hullabaloo Soundtrack van de band." Ook de cd van HAARP werd door Allmusic geprezen om zijn "kristalheldere geluidskwaliteit".

## Nummers
| 1.                 | Intro ("Dance of the Knights" van Sergej Prokofjev) | 1:50 |
| 2.                 | Knights of Cydonia                                  | 6:29 |
| 3.                 | Hysteria                                            | 4:11 |
| 4.                 | Supermassive Black Hole                             | 4:12 |
| 5.                 | Map of the Problematique                            | 5:08 |
| 6.                 | Butterflies and Hurricanes                          | 6:13 |
| 7.                 | Hoodoo                                              | 3:32 |
| 8.                 | Apocalypse Please                                   | 4:45 |
| 9.                 | Feeling Good                                        | 3:46 |
| 10.                | Invincible                                          | 5:49 |
| 11.                | Starlight                                           | 4:14 |
| 12.                | Improv. (improvisatie)                              | 0:52 |
| 13.                | Time Is Running Out                                 | 4:30 |
| 14.                | New Born                                            | 9:16 |
| 15.                | Soldier's Poem                                      | 2:19 |
| 16.                | Unintended                                          | 4:42 |
| 17.                | Blackout                                            | 5:02 |
| 18.                | Plug In Baby                                        | 4:27 |
| 19.                | Stockholm Syndrome                                  | 8:06 |
| 20.                | Take a Bow                                          | 5:24 |
| Totale duur: 99:25 |                                                     |      |

| 1.                 | Intro ("Dance of the Knights" van Sergej Prokofjev) | 1:45 |
| 2.                 | Knights of Cydonia                                  | 6:38 |
| 3.                 | Hysteria                                            | 4:19 |
| 4.                 | Supermassive Black Hole                             | 4:01 |
| 5.                 | Map of the Problematique                            | 5:23 |
| 6.                 | Butterflies and Hurricanes                          | 5:57 |
| 7.                 | Invincible                                          | 6:16 |
| 8.                 | Starlight                                           | 4:14 |
| 9.                 | Time Is Running Out                                 | 4:24 |
| 10.                | New Born                                            | 8:16 |
| 11.                | Unintended                                          | 8:16 |
| 12.                | Micro Cuts                                          | 3:47 |
| 13.                | Stockholm Syndrome                                  | 7:38 |
| 14.                | Take a Bow                                          | 4:42 |
| Totale duur: 71:58 |                                                     |      |

## Medewerkers
- Muse - producer, artiesten
  - Matthew Bellamy – zang, gitaar, piano
  - Christopher Wolstenholme – basgitaar, achtergrondzang, gitaar bij "Hoodoo"
  - Dominic Howard – drums
- Morgan Nicholls – keyboards, synthesizers, achtergrondzang, bas bij "Hoodoo"
- Dan Newell – trompet bij "Knights of Cydonia" en "City of Delusion"
- Thomas Kirk - regie, editing
- Rich Costey - mixing
- Vlado Meller - mastering
- Mark Santangelo - assistent-mastering engineer
- Tommaso Colliva - technicus
- Justin Gerrish - technicus
- Ben Curzon - artwork
- Hans-Peter van Velthoven - fotografie

## Hitnoteringen

### Nederland
| "HAARP" in de Nederlandse Album Top 100 - binnen: 23-03-2008 | "HAARP" in de Nederlandse Album Top 100 - binnen: 23-03-2008 | "HAARP" in de Nederlandse Album Top 100 - binnen: 23-03-2008 | "HAARP" in de Nederlandse Album Top 100 - binnen: 23-03-2008 | "HAARP" in de Nederlandse Album Top 100 - binnen: 23-03-2008 | "HAARP" in de Nederlandse Album Top 100 - binnen: 23-03-2008 | "HAARP" in de Nederlandse Album Top 100 - binnen: 23-03-2008 | "HAARP" in de Nederlandse Album Top 100 - binnen: 23-03-2008 | "HAARP" in de Nederlandse Album Top 100 - binnen: 23-03-2008 | "HAARP" in de Nederlandse Album Top 100 - binnen: 23-03-2008 | "HAARP" in de Nederlandse Album Top 100 - binnen: 23-03-2008 | "HAARP" in de Nederlandse Album Top 100 - binnen: 23-03-2008 | "HAARP" in de Nederlandse Album Top 100 - binnen: 23-03-2008 | "HAARP" in de Nederlandse Album Top 100 - binnen: 23-03-2008 | "HAARP" in de Nederlandse Album Top 100 - binnen: 23-03-2008 | "HAARP" in de Nederlandse Album Top 100 - binnen: 23-03-2008 | "HAARP" in de Nederlandse Album Top 100 - binnen: 23-03-2008 | "HAARP" in de Nederlandse Album Top 100 - binnen: 23-03-2008 | "HAARP" in de Nederlandse Album Top 100 - binnen: 23-03-2008 | "HAARP" in de Nederlandse Album Top 100 - binnen: 23-03-2008 | "HAARP" in de Nederlandse Album Top 100 - binnen: 23-03-2008 | "HAARP" in de Nederlandse Album Top 100 - binnen: 23-03-2008 | "HAARP" in de Nederlandse Album Top 100 - binnen: 23-03-2008 | "HAARP" in de Nederlandse Album Top 100 - binnen: 23-03-2008 | "HAARP" in de Nederlandse Album Top 100 - binnen: 23-03-2008 |
| Week:                                                        | 1                                                            | 2                                                            | 3                                                            | 4                                                            | 5                                                            | 6                                                            | 7                                                            | 8                                                            | 9                                                            | 10                                                           | 11                                                           | 12                                                           | 13                                                           | 14                                                           |                                                              | 15                                                           | 16                                                           |                                                              | 17                                                           |                                                              | 18                                                           | 19                                                           | 20                                                           |                                                              |
| ------------------------------------------------------------ | ------------------------------------------------------------ | ------------------------------------------------------------ | ------------------------------------------------------------ | ------------------------------------------------------------ | ------------------------------------------------------------ | ------------------------------------------------------------ | ------------------------------------------------------------ | ------------------------------------------------------------ | ------------------------------------------------------------ | ------------------------------------------------------------ | ------------------------------------------------------------ | ------------------------------------------------------------ | ------------------------------------------------------------ | ------------------------------------------------------------ | ------------------------------------------------------------ | ------------------------------------------------------------ | ------------------------------------------------------------ | ------------------------------------------------------------ | ------------------------------------------------------------ | ------------------------------------------------------------ | ------------------------------------------------------------ | ------------------------------------------------------------ | ------------------------------------------------------------ | ------------------------------------------------------------ |
| Positie:                                                     | 4                                                            | 10                                                           | 18                                                           | 24                                                           | 31                                                           | 27                                                           | 53                                                           | 49                                                           | 70                                                           | 61                                                           | 70                                                           | 77                                                           | 90                                                           | 99                                                           | uit                                                          | 78                                                           | 84                                                           | uit                                                          | 90                                                           | uit                                                          | 94                                                           | 98                                                           | 99                                                           | uit                                                          |

### Overige landen
| Hitlijst            | Hoogste notering |
| ------------------- | ---------------- |
| Australië           | 13               |
| België              | 3                |
| Denemarken          | 12               |
| Duitsland           | 27               |
| Finland             | 9                |
| Frankrijk           | 3                |
| Ierland             | 5                |
| Italië              | 5                |
| Mexico              | 2                |
| Nieuw-Zeeland       | 2                |
| Noorwegen           | 2                |
| Portugal            | 10               |
| Spanje              | 24               |
| Verenigd Koninkrijk | 2                |
| Verenigde Staten    | 46               |
| Zweden              | 36               |
| Zwitserland         | 6                |